# ГЕС Stung Atay II
ГЕС Stung Atay II — гідроелектростанція на південному заході Камбоджі. Знаходячись після ГЕС Stung Atay I (20 МВт), становить нижній ступінь каскаду на річці Stung Atay, правій притоці Stung Russei Chrum, яка дренує південний схил гір Krâvanh (Кардамонові гори) та впадає до Сіамської затоки за десяток кілометрів від кордону з Таїландом.
У межах проекту річку перекрили комбінованою греблею і центральної бетонної гравітаційної частини та бічних кам'яно-накидних ділянок. Вона утримує витягнуте по долині річки на чотири кілометри водосховище, при цьому головний резервуар каскаду розташований вище, при греблі Stung Atay I.
Зі сховища через лівобережний масив прокладено дериваційний тунель до розташованого за 4,5 км запобіжного балансувального резервуару, від якого до зведеного на березі річки наземного машинного залу прямує друга ділянка тунелю довжиною 0,9 км.
Основне обладнання станції становлять чотири турбіни потужністю по 25 МВт, які при напорі у 180 метрів забезпечують виробництво 405 млн кВт-год електроенергії на рік.
Видача продукції відбувається по розрахованій на роботу під напругою 115 кВ лінії електропередач, яка прямує до ГЕС Stung Atay I (від якої починається ділянка з напругою 230 кВ).
Проект у 2010—2014 роках реалізували китайські компанії China Datang Corporation та China Yunnan Corporation for International Techno-Economic Cooperation.